# Kostel svatého Jiří (Lubojaty)
Kostel svatého Jiří se nachází v Moravskoslezském kraji ve vsi Lubojaty, která je jednou z nejstarších historicky doložených vsí na Bílovecku.[zdroj?] Původní kostel byl založen Budislavem z Lubojat pravděpodobně na konci 13. století. Presbytář farního kostela svatého Jiří je jednou z nejstarších staveb na Novojičínsku. Kostel je chráněn jako kulturní památka České republiky, v roce 2011 byl prohlášen kulturní památkou i nově nalezený náhrobek jednoho z členů rodu Bítovských.

## Historie
Slezsko bylo po dlouhou dobu středověku neprostupné kvůli lesům. V oblasti došlo k osídlení až na přelomu 12. a 13. století za české kolonizace. Ves na území moravské enklávy v historickém Slezsku byla vysazena patrně ve 14. století, kdy náležela k bíloveckému statku.
U Olomouce byl roku 1078 založen benediktinský klášter Hradisko, pod jehož správu spadal kostel v Pusté Polomi, jehož součástí byla i ves Lubojaty. První historickou zmínkou z roku 1276 o existenci kaple je latinská listina CDM IV, CXXXIV. Listina dokumentuje, že Budislav z Lubojat nechal postavit kapli v Lubojatech bez souhlasu hradišťského opata. Tímto činem se dotkl práv fary v Pusté Polomi a zájmů hradišťského kláštera.

## Architektura
První písemnou zprávu o středověké kapli sv. Jiří v Lubojatech máme z roku 1276. Tomuto období, kdy byl pravděpodobně gotický kostel postaven, nasvědčuje také jádro s pravoúhlým presbytářem a hranolovou věží. Podle děkanské matriky z r. 1672 byl kostel zasvěcen sv. Jiří a patřil k panství Bílovec.
Budislav z Lubojat nechal postavit malý jednolodní kostel s jednou západní věží a interiér s nezaklenutou lodí, presbytářem, odděleným lomeným vítězným obloukem a klenutým vzdutou křížovou žebrovou klenbou, a sakristií s klenutou lomenou valenou klenbou. Zvenčí byl přístupný z boční strany lodi. Kolem kostela je hřbitov obehnaný ohradní kamennou zdí, která byla přistavěna až v 16. nebo 17. století.
Vzhledem k tomu, že nic ze stávající zděné stavby nenasvědčuje tomu, že by stála již ve 13. stol., docházíme k domněnce, že původní stavba byla dřevěná. Západní věž v té době kostel neměl, jak vyplývá z archeologického průzkumu, který proběhl v roce 2010. Kamenná výstavba započala presbytářem ve druhé čtvrtině 14. stol., jehož zdobí křížová klenba s dvakráte vyžlabenými klenebními žebry vynášenými kružbovými konzolami a konzolami v podobě lidských tváří. Žebra z tufinu dosedají na nízko usazené konzoly. V severozápadním koutě má konzola podobu bezvousého mladého muže s pootevřenými ústy, v severovýchodním koutě pak hlavy staršího muže s mohutným knírem. Presbytář od lodi odděluje lomený pravidelně vyklenutý vítězný oblouk. Krátký, rovně ukončený presbytář, zvenčí zpevněný opěráky, se na území Slezska objevuje již od 3. čtvrtiny 13. století.
Na sever od presbytáře se nachází přiléhající sakristie. Baroku je přičítáno přepažení sakristie a proražení průchodu na kazatelnu.
Do interiéru kostela se vstupuje lomeně ukončeným portálem vedoucím do podvěží. To je zaklenuto křížovou klenbou. Do lodi je nutno projít pod hudební kruchtou v západní části lodi z roku 1856, kterou podpírají dva litinové sloupy. Předpokládá se, že loď byla provedena ze dřeva. Loď kostela má větší rozměr na šířku než na délku. Okno v jižní stěně má původní středověký tvar s ostře lomeným záklenkem a okoseným prostředím. Celkem je loď osvětlena třemi okny.
Přístavbu západní kamenné věže datujeme kolem roku 1520, podle umístění zvonu ve zvonovém patře věže roku 1523. Dendrochronologický průzkum zvonové stolice určil její dataci přibližně k roku 1466. Ta mohla být začleněna do nové zděné věže. Díky dubovým kleštinám, datovaných do roku 1565, nový zvon zvonovou stolici příliš nezatěžoval. Nálezy kosterních pozůstatků pod základy stávající zděné věže dokazují její pozdější přístavbu. Podle spár v severní i jižní zdi se domníváme, že věž byla původně plánovaná jako průchozí ze všech tří stran. Další úpravou byla nová konstrukce krovu, datovaná k letem 1784 a 1785, která změnila původní sklon střechy.

## Zajímavosti
V kostelní věži pod úrovní podlahy se roku 2010 našel náhrobník Bítovských z Bítova. Podle archeologů se jedná o pískovcový náhrobek z 16. století. Deska je ve své horní části zdobená vavřínovým věncem, ve kterém je umístěn erb Bítovských, a to hořící srdce v renesančně tvarovaném štítu.

## Galerie

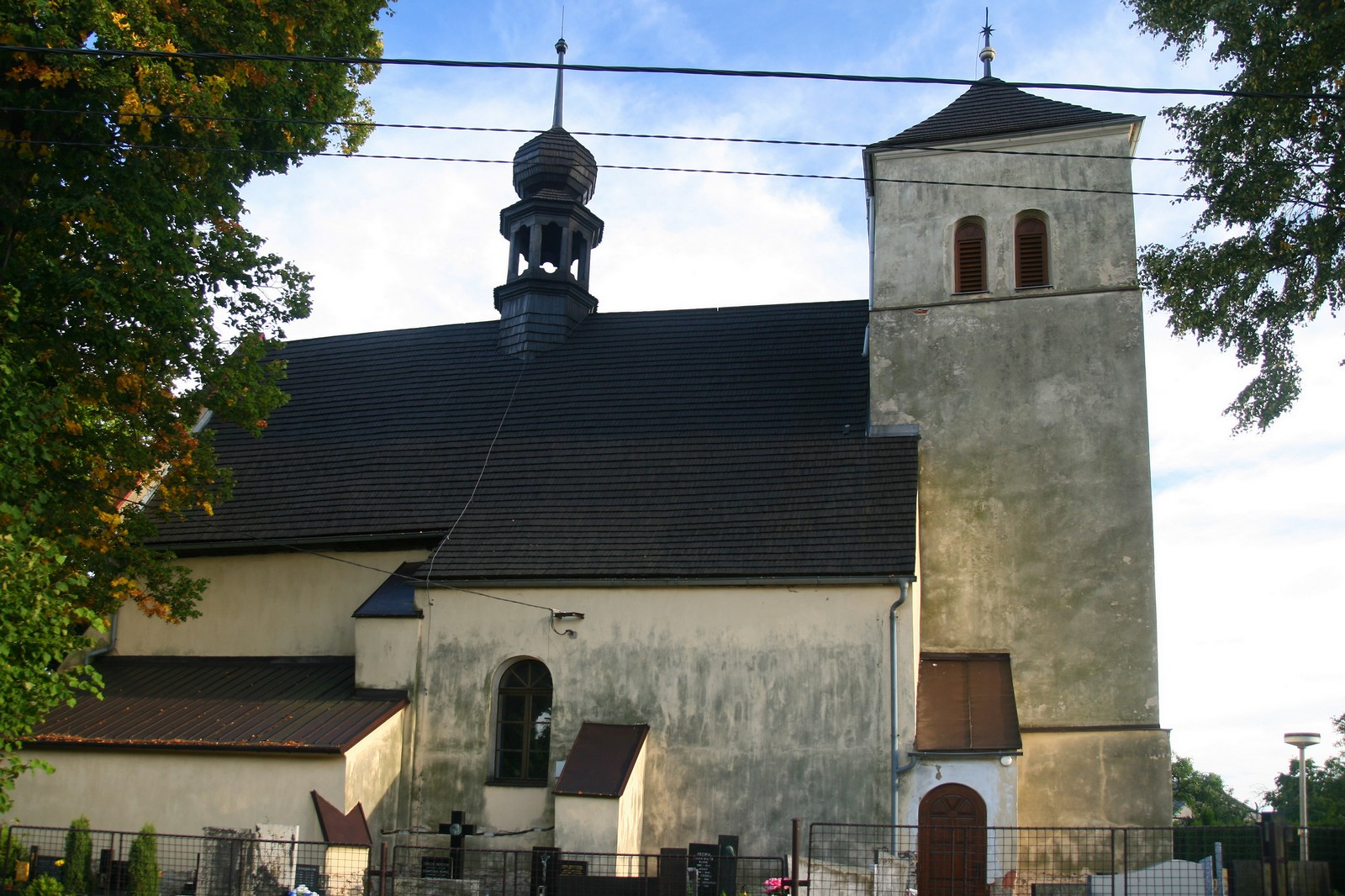
Boční pohled
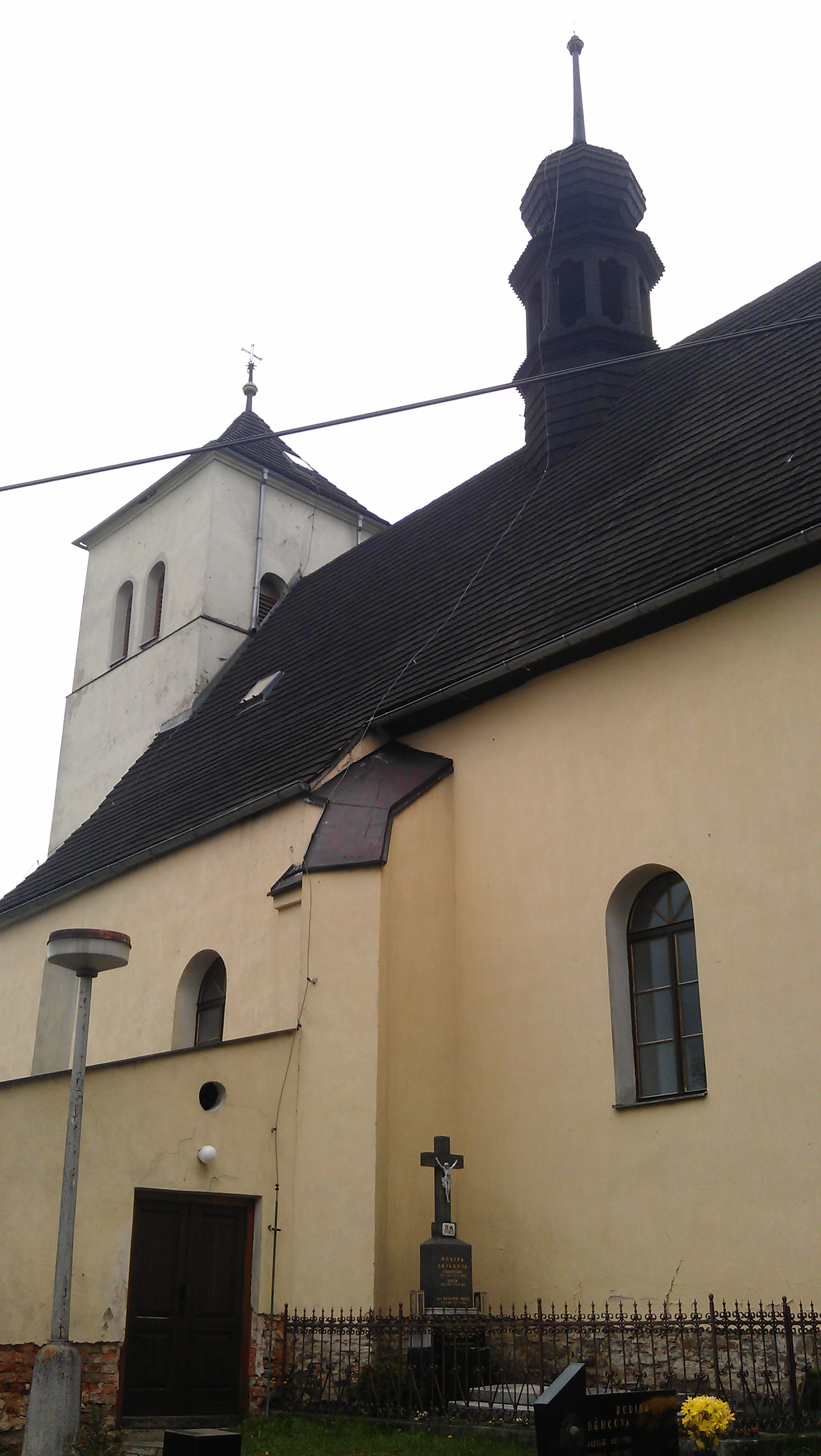
Pohled jihovýchodní
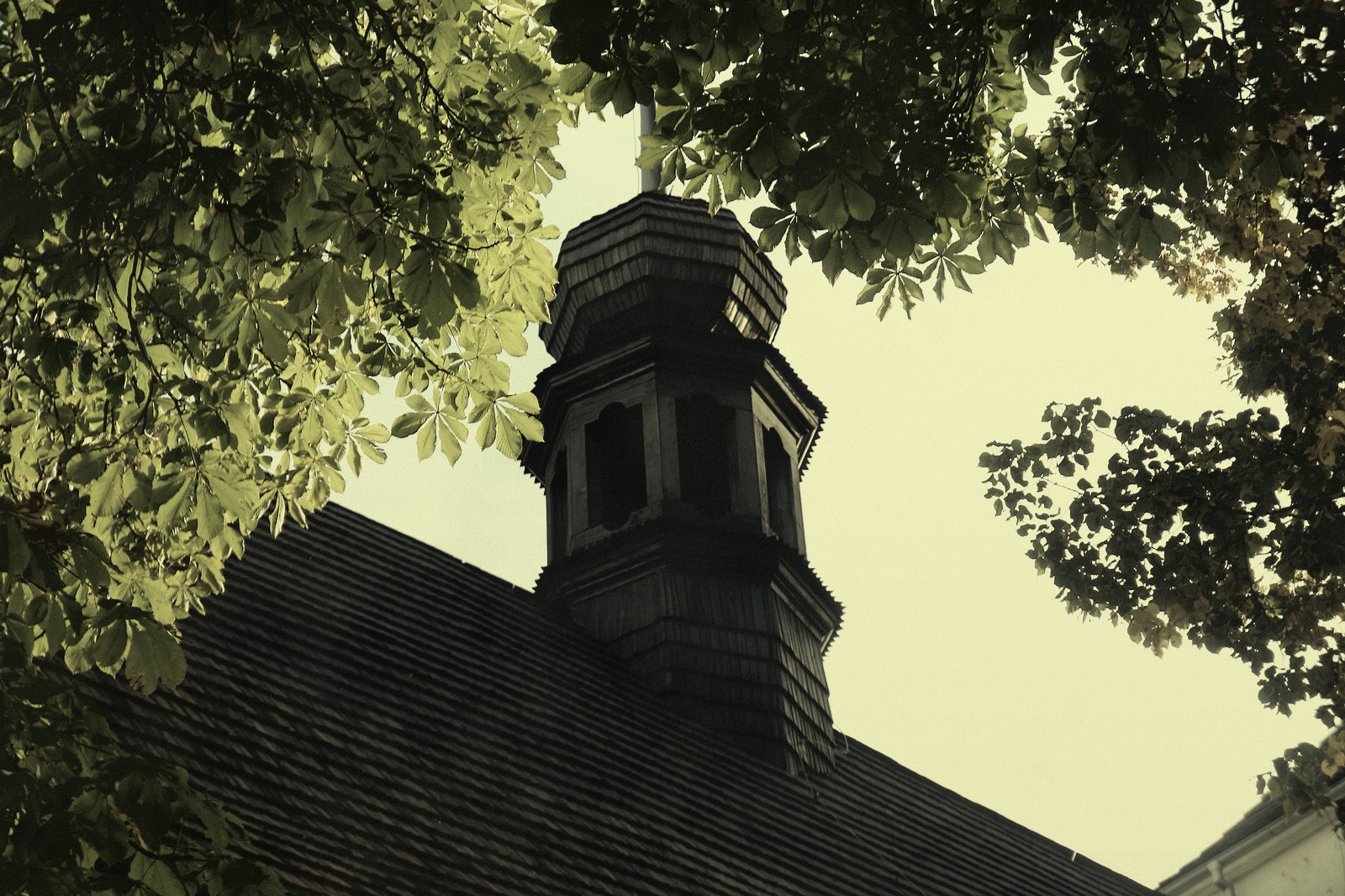
Sanktusník na střeše kostela
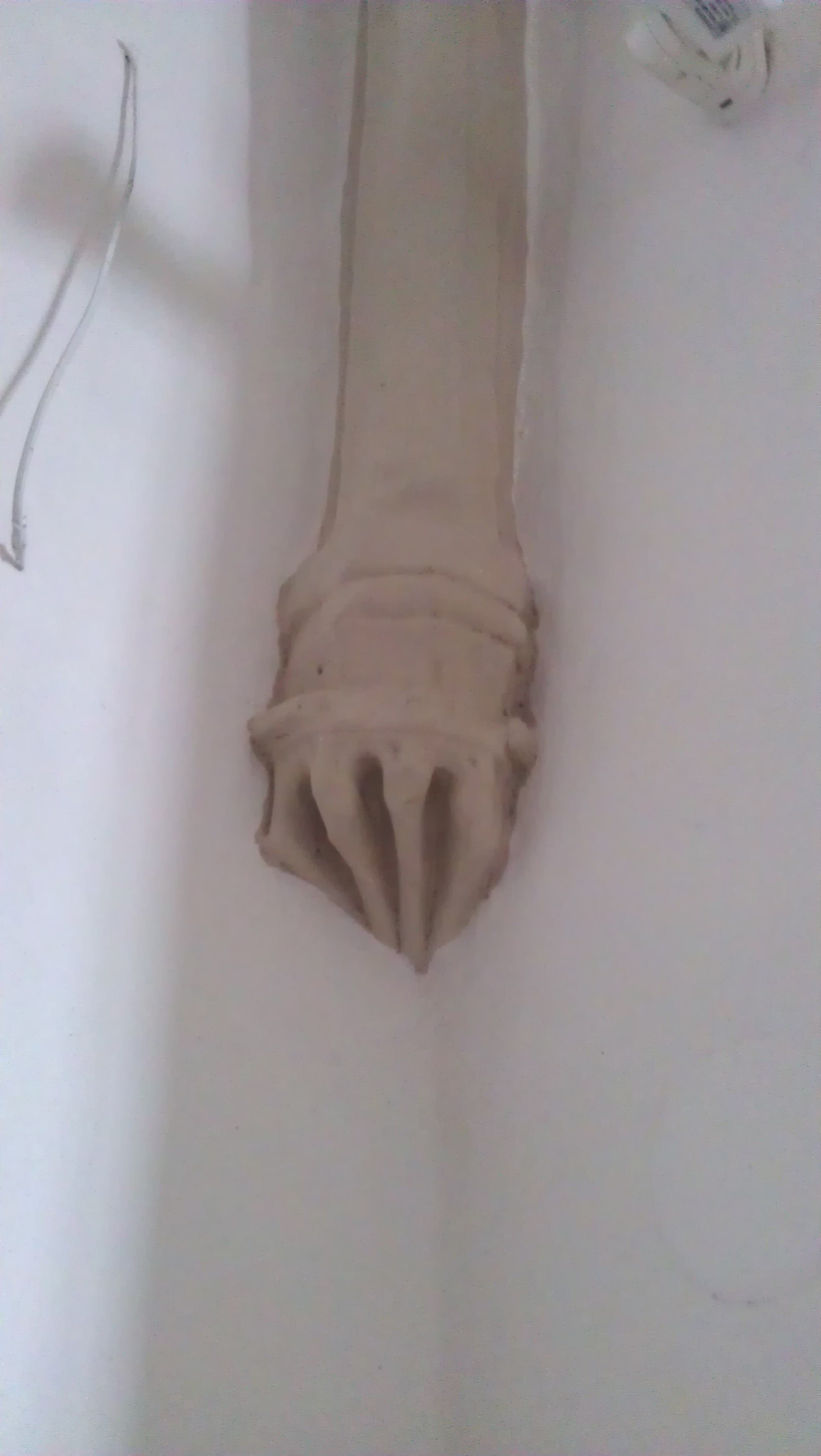
Ukončení žebrové klenby konzolou
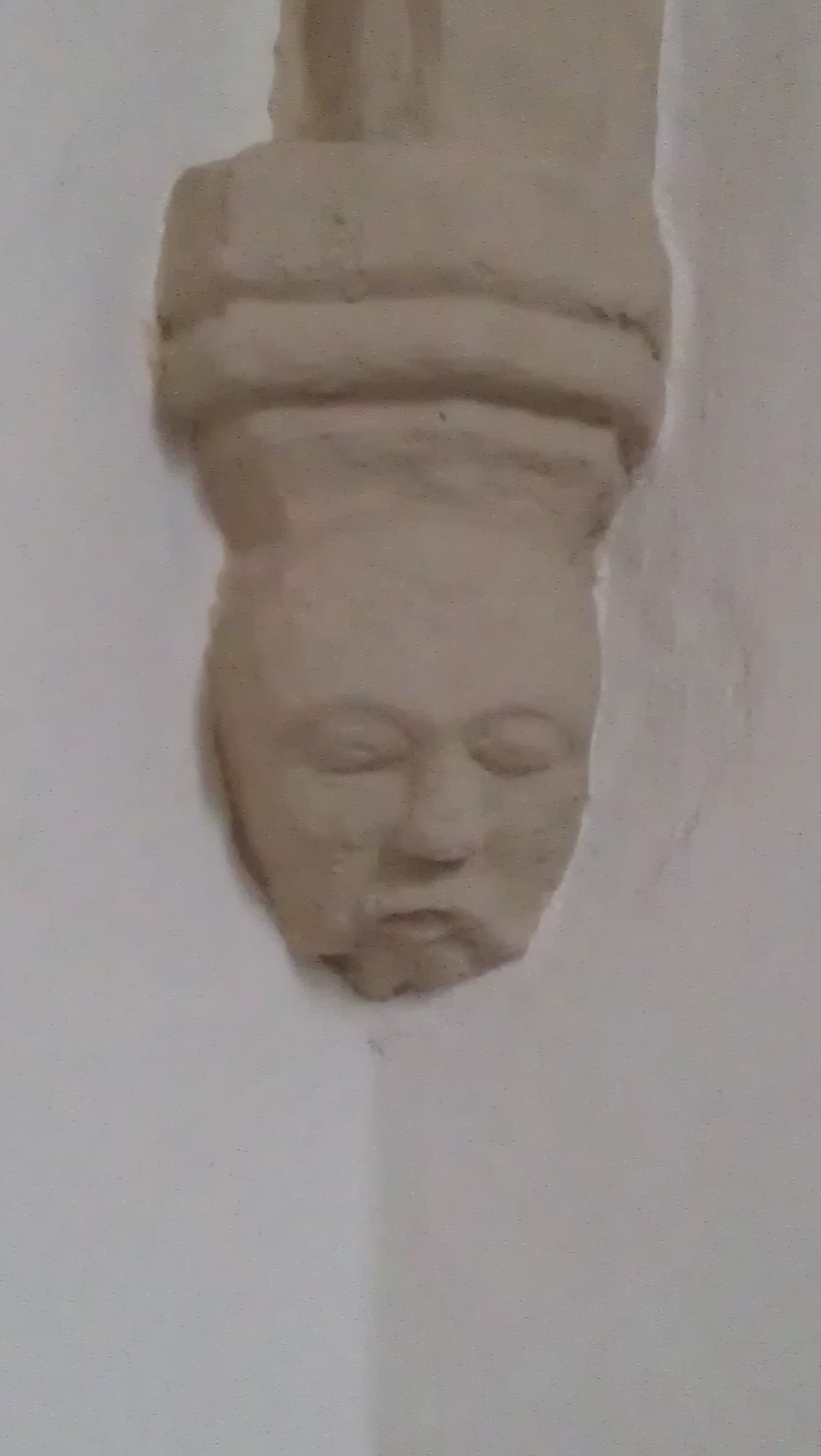
V severovýchodním koutě má konzola podobu hlavy staršího muže s mohutným knírem.
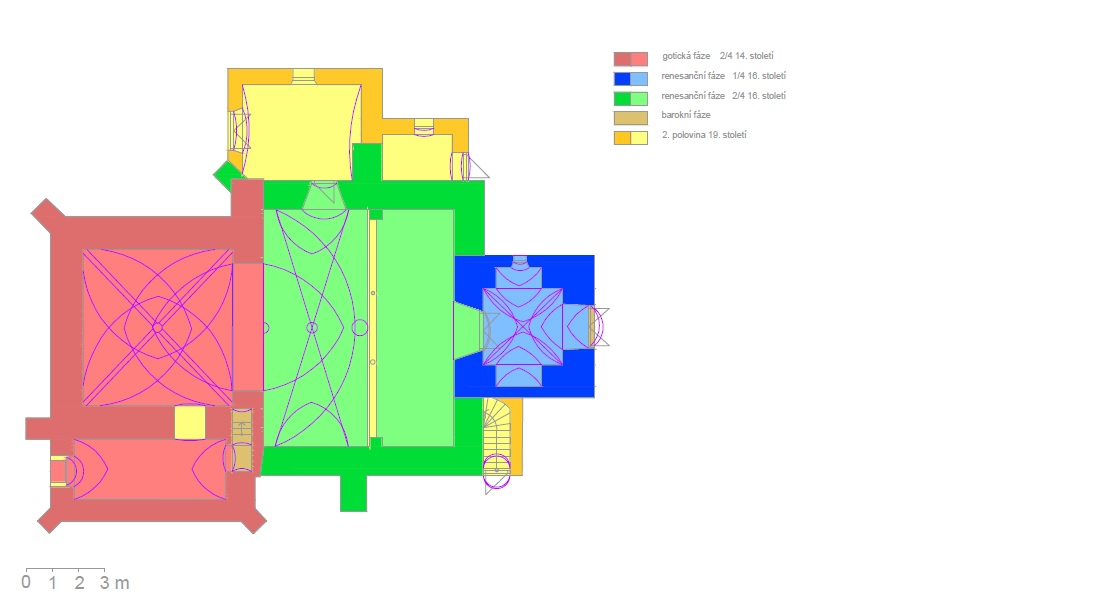
Půdorys – vyhodnocení stavebního vývoje
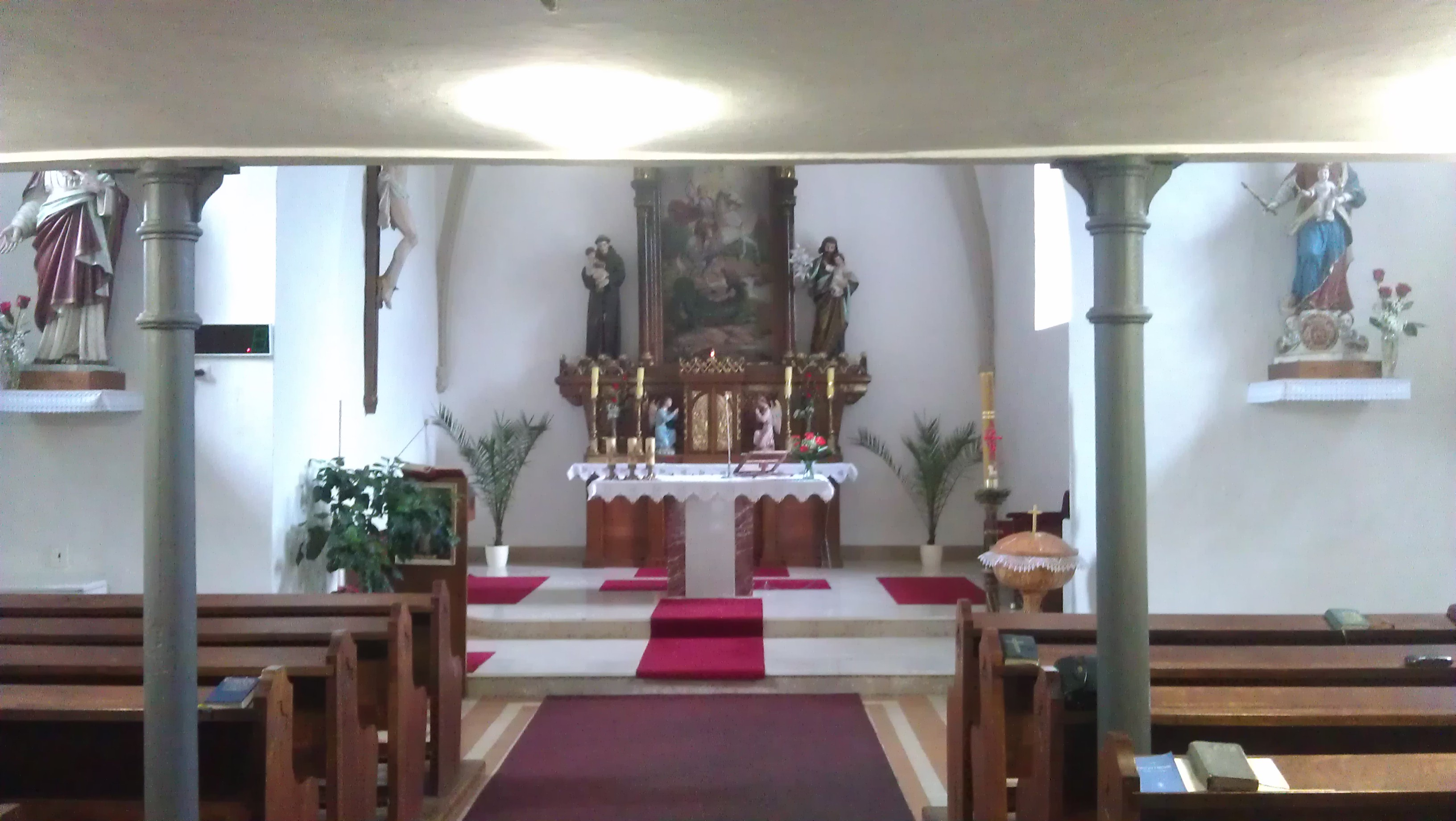
Interiér
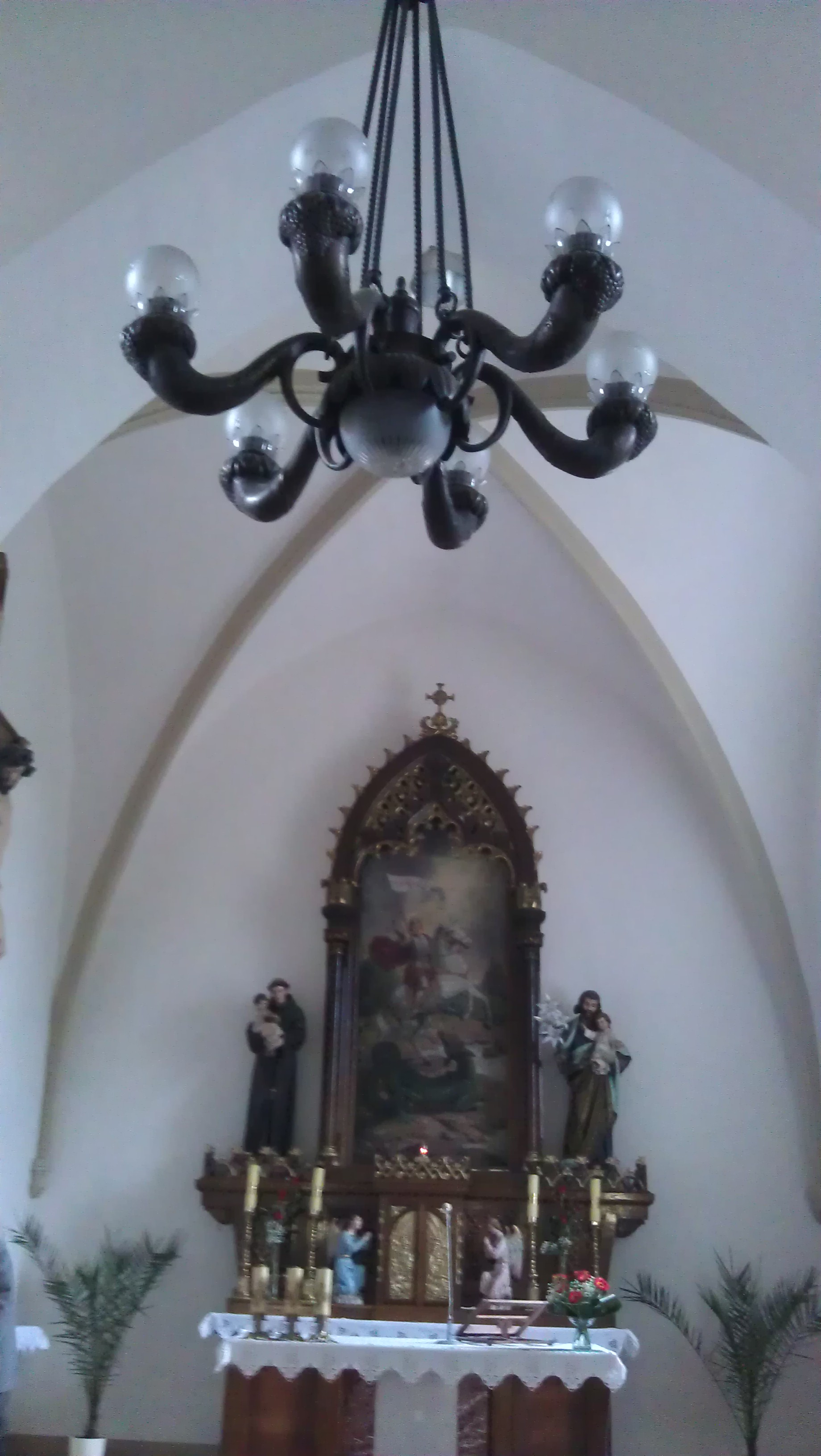
Interiér – oltář
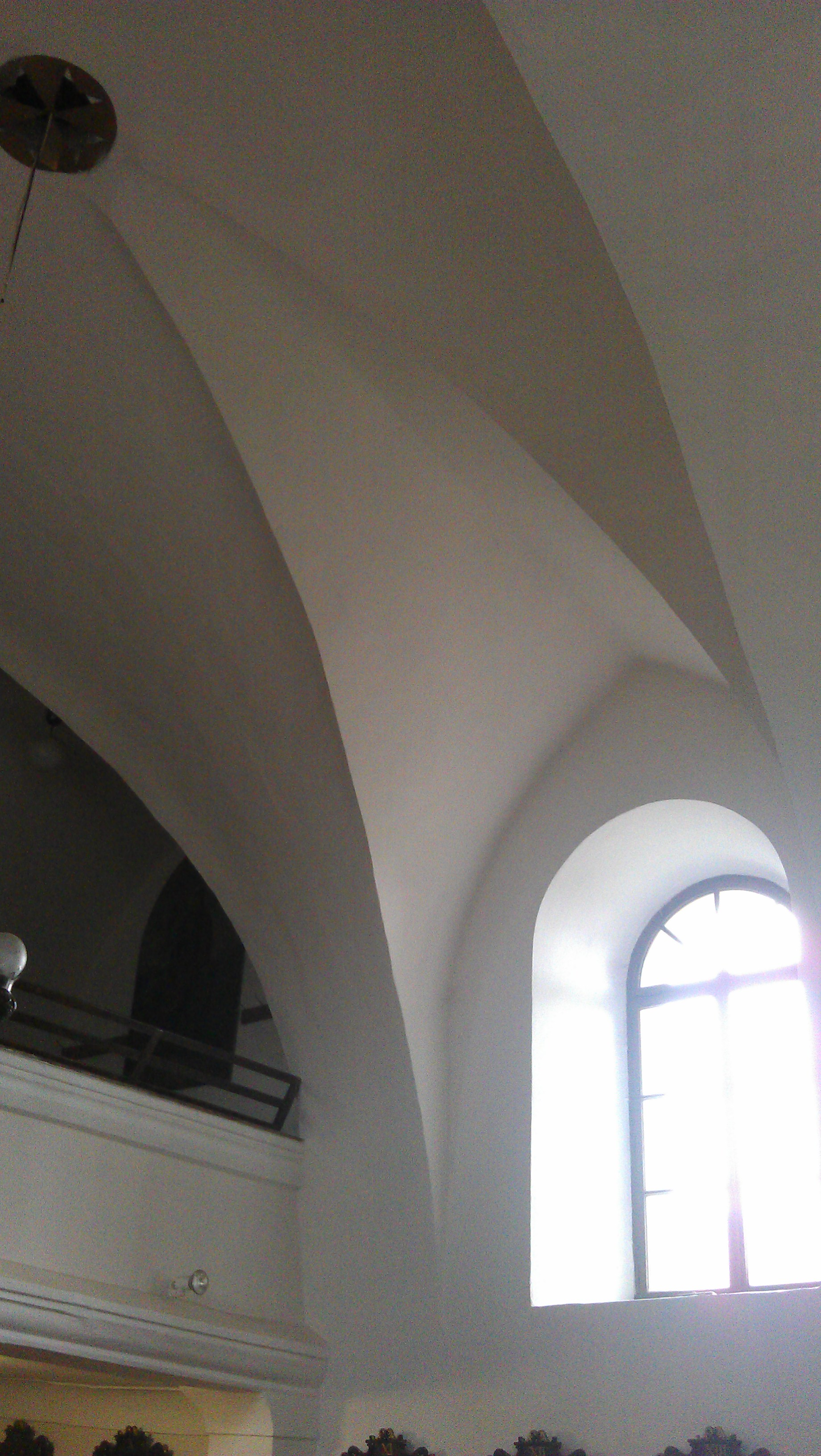
Klenba
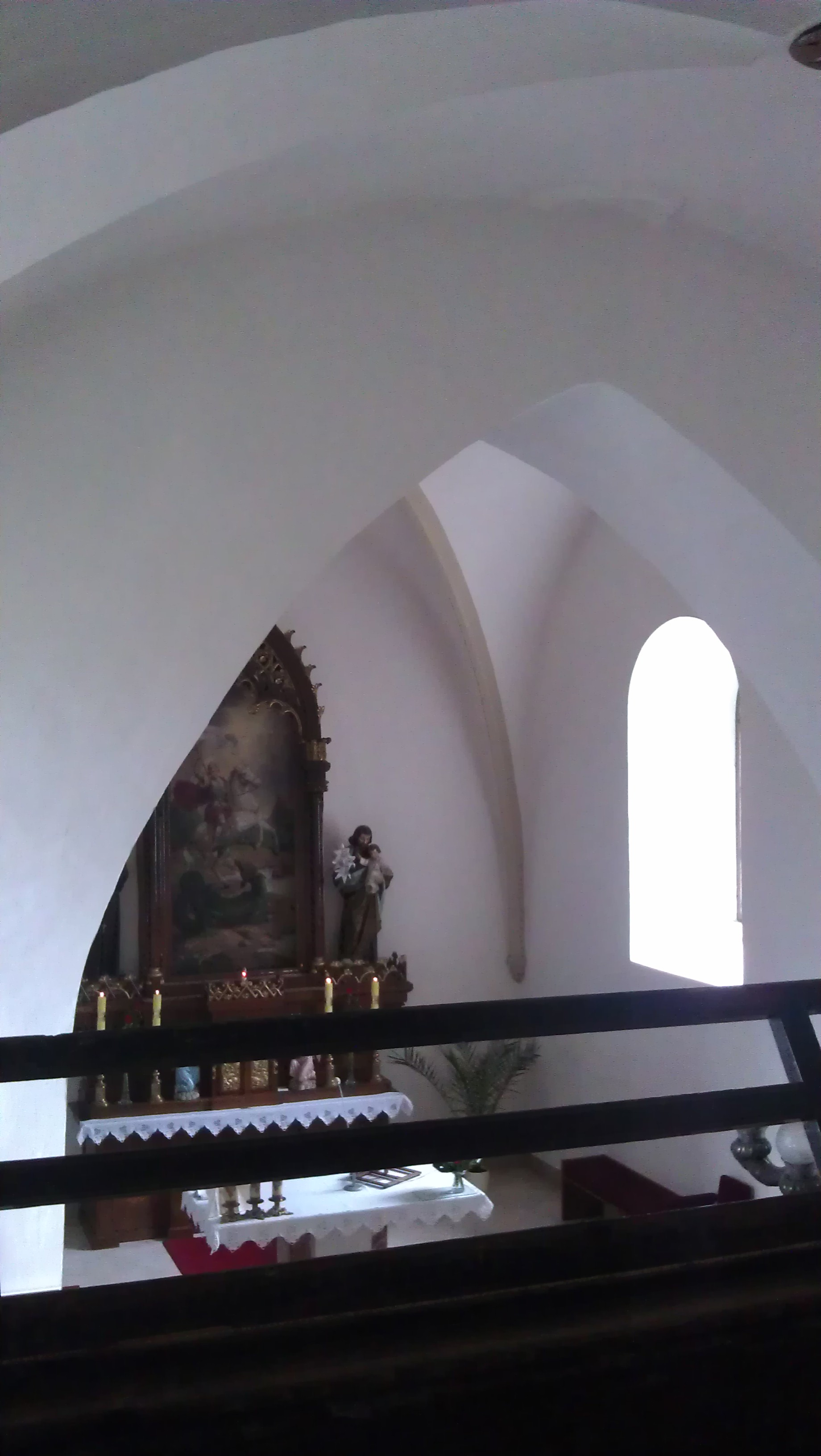
Pohled do interiéru z hudební kruchty